# Bruno Franzon
Bruno Franzon, född 1960 i Värnamo, är en svensk författare och poet, uppvuxen i Gnosjö, nu bosatt i Värnamo. 
Under åren 1976–1979 och 1983–1984 periodvis arbete på sin fars plåtslageri. Allmän linje och Bibellinje på Södra Vätterbygdens folkhögskola i Jönköping 1981–1983, därefter universitetsstudier i Uppsala som innefattade litteraturvetenskap, historia, idé och lärdomshistoria.
Har publicerat lyrik vid flera olika tillfällen i Vår Lösen, första gången i Debutantnumret 1984. Men också i 80Tals debutantnummer 1988, och i Horisont, Den blinde Argus, Nytt liv, Trots allt, Mosaik 80, In spe. Öppen scen etc. Delat första pris tillsammans med Mattias Jacobsson och Lotta Lotass i Montages lyrikpristävling 1995. Prosa i Horisont, Jönköpingsposten, Cupido (novell översatt till danska, tyska, engelska). Noveller i Tabloiden, novell med Greklandsmotiv i Hellenika (organ för Svenska Atheninstitutets vänner). Novellen ”Mina” finns publicerad i Barnets bästa. En mångkulturell antologi inspirerad av FN-konventionen om barnets rättigheter, Utgiven av Invandrarnas Kulturcentrum, 1993.

## Utgivna böcker
- Lodjursträdet, ISBN 91-7123-102-1, Format: 153 sidor, inbunden, 140 x 220 mm
- Nattglimmer, ISBN 91-7123-102-1, Format: 64 sidor, häftad 120 x 160 mm